# قلعة بزرغ
قلعة بزرغ هي قرية في مقاطعة مياندوآب، إيران. عدد سكان هذه القرية هو 289 في سنة 2006.